# Ћилим ајкуле
Ћилим ајкуле (Orectolobidae) су једна од породица ајкула.

## Опис и начин живота
Ове ајкуле су прилагођене животу на морском дну на коме су изванредно камуфлиране. Наиме, њихова шарена кожа их чини тешко уочљивим међу алгама и камењем морског дна на коме, попут шарених ћилима (по чему су и добиле назив) стрпљиво чекају да им приђе неопрезни плен. Такође, камуфлажи доприносе и меснати пипци који им се попут реса налазе свуда по широкој глави. Највеће врсте достижу дужину која прелази 3 m. Поседују више редова оштрих зуба и потенцијално су опасне по људе, али само ако их узнемиравају.

## Ареал
Живе у топлим деловима Атлантског, Индијског и Тихог океана. Има их око обала Аустралије и других земаља.

## Родови и врсте
- -  Whitley, 1940.[3]
  -  Last, Chidlow & Compagno, 2006.[4]
  -  (Bleeker, 1867)
  -  Regan, 1906
  -  (Bonnaterre, 1788)
  -  (De Vis, 1883)
  -  Whitley, 1939
- Sutorectus
  -  (Peters, 1864)